# Ben Knight (cầu thủ bóng đá)
Benjamin Leo Knight (sinh ngày 14 tháng 6 năm 2002) là một cầu thủ bóng đá người Anh hiện tại đang thi đấu ở vị trí tiền đạo cho câu lạc bộ Stockport County tại EFL League Two, theo dạng cho mượn từ Manchester City.

## Sự nghiệp thi đấu

### Đầu sự nghiệp
Sinh ra tại Cambridge, Knight bắt đầu sự nghiệp bóng đá của mình với đội bóng địa phương Burwell Tigers, tham gia đội U7, trước khi gia nhập Ipswich Town. Sau 8 năm gắn bó với đội bóng, Knight gia nhập Manchester City vào tháng 7 năm 2018.

### Manchester City
Knight ra mắt chuyên nghiệp cho Manchester City vào ngày 7 tháng 8 năm 2021, khi vào sân thay cho Ferran Torres ở phút thứ 74 trong trận thua 0–1 trước Leicester City tại Siêu cúp Anh 2021, diễn ra trên sân vận động Sân vận động Wembley.

#### Cho mượn tại Crewe Alexandra
Vào ngày 16 tháng 8 năm 2021, Knight gia nhập Crewe Alexandra theo dạng cho mượn kéo dài một mùa giải, và ra mắt trong trận thua 1–0 trước Oxford United. Anh ghi bàn thắng đầu tiên cho Crewe trong lần ra sân thứ 5, bàn ấn định chiến thắng 1–0 chung cuộc trước Shrewsbury Town tại EFL Trophy vào ngày 31 tháng 8 năm 2021, nhưng sau đó dính chấn thương khiến anh phải nghỉ thi đấu cho đến ngày 30 tháng 10 năm 2021. Anh chơi thêm năm trận nữa, ghi một bàn, trước khi lại phải ngồi ngoài vì chấn thương chân.

## Đời tư
Knight là cháu trai của cựu tuyển thủ cricket quốc tế người Anh, Nick Knight.

## Thống kê sự nghiệp
Tính đến 8 tháng 5 năm 2022.
| Câu lạc bộ             | Mùa giải            | Giải đấu                    | Giải đấu | Giải đấu | Cúp quốc gia | Cúp quốc gia | League Cup | League Cup | Châu lục | Châu lục | Khác | Khác | Tổng cộng | Tổng cộng |
| Câu lạc bộ             | Mùa giải            | Hạng đấu                    | Trận     | Bàn      | Trận         | Bàn          | Trận       | Bàn        | Trận     | Bàn      | Trận | Bàn  | Trận      | Bàn       |
| ---------------------- | ------------------- | --------------------------- | -------- | -------- | ------------ | ------------ | ---------- | ---------- | -------- | -------- | ---- | ---- | --------- | --------- |
| U-23 Manchester City   | 2018–19             | —                           | —        | —        | —            | —            | —          | —          | —        | —        | 1    | 0    | 1         | 0         |
| U-23 Manchester City   | 2019–20             | —                           | —        | —        | —            | —            | —          | —          | —        | —        | 4    | 0    | 4         | 0         |
| U-23 Manchester City   | 2020–21             | —                           | —        | —        | —            | —            | —          | —          | —        | —        | 4    | 2    | 4         | 2         |
| U-23 Manchester City   | Tổng cộng           | Tổng cộng                   | 0        | 0        | 0            | 0            | 0          | 0          | 0        | 0        | 9    | 2    | 9         | 2         |
| Manchester City        | 2021–22             | Giải bóng đá Ngoại hạng Anh | —        | —        | —            | —            | —          | —          | —        | —        | 1    | 0    | 1         | 0         |
| Crewe Alexandra (mượn) | 2021–22             | EFL League One              | 6        | 0        | —            | —            | 1          | 0          | —        | —        | 3    | 2    | 10        | 2         |
| Tổng cộng sự nghiệp    | Tổng cộng sự nghiệp | Tổng cộng sự nghiệp         | 6        | 0        | 0            | 0            | 1          | 0          | 0        | 0        | 13   | 4    | 20        | 4         |

Ghi chú
1. 1 2 3 4  Ra sân tại EFL Trophy
2. ↑  Ra sân tại FA Community Shield